# 대구문화방송
대구문화방송주식회사(大邱文化放送株式會社)는 대구광역시 및 경상북도 남부 지역을 가시청권으로 하는 대한민국의 TV·라디오 방송국으로, 1963년 8월 8일에 개국하였다. 2021년 9월부터 욱수동 임시 사옥을 사용하고 있으며, 2020년대 후반경 연호동 신사옥으로 이전한다.

## 개요

### 본사·지사 소재지
본사
- 대구광역시 수성구 욱수길 56

중부지사
- 경상북도 구미시 송정대로6길 6

### 조직
- 경영국 - 경영관리부, 광고부
- 편성제작국 - 편성제작부, 방송제작부,  영상제작부
- 보도국 - 편집제작부, 뉴스취재부, 영상취재부, 중부지사
- 기술국 - 방송기술부, 방송인프라부
- 문화사업국 - 기획사업부, 문화사업부

## 연혁

### 1960년대
- 1963년 4월 12일: 동성로 사옥 입주 (중구 동성로3가 16, 현재의 제일빌딩 자리)
- 1963년 8월 8일: 한국문화방송 대구국으로 라디오 방송 개국(창사). (호출부호 HLCT, 출력 1kW, 주파수 800kHz).
- 1963년 12월 27일: 주파수 변경 (800kHz → 810kHz)
- 1964년 8월 1일: 연주소 이전 (대구시 중구 전동 12번지 대한생명빌딩)
- 1967년 11월 10일: 영남텔리비젼 무선국 허가(호출부호 HLKK, 채널 11, 영상출력 2kW, 음향출력 400W)
- 1968년 6월 12일: TV 호출부호 변경(HLKK → HLAY)
- 1968년 6월 22일: 출력 증강(1kW → 20kW)
- 1968년 8월 23일: 영남텔리비젼(주식회사)설립

### 1970년대
- 1970년 6월 25일: 영남텔레비전방송주식회사 시험전파 발사, 동문동 사옥 이전 (중구 동문동 38)
- 1970년 7월 18일: 영남텔레비전방송주식회사(YTV) 개국(호출부호 HLAY, 채널 10, 영상출력 2㎾, 음향출력 400W)
- 1971년 9월 16일: 영남텔레비전방송주식회사에서 대구문화방송주식회사(MBC)로 상호 변경.
- 1971년 9월 30일: 대구문화방송주식회사로 흡수.
- 1971년 10월 1일: 대구문화방송이 한국문화방송(주) 대구 라디오국을 흡수 통합, 한국문화방송(주) 대구 라디오국의 영업인수 계약 체결, 한국문화방송(주)과 네트워크 가맹계약 체결, 한국문화방송(주)과 뉴스제휴 협정 체결.
- 1971년 12월 31일: 수권자본 5천만 원에서 4억 원으로 증액. 자본 5천만 원에서 3억 원으로 증가.
- 1972년 7월 18일: 팩스 및 전송사진 수신시설 개통
- 1973년 1월 20일: 사보 창간호 발행
- 1973년 7월 11일: 텔리타이프 설치
- 1973년 8월 8일: 대구문화방송 창사 10주년
- 1973년 8월 18일: 텔레비전 중계차 도입
- 1973년 11월 15일: 범어동 사옥 신축 기공식
- 1974년 12월 20일: 신 사옥으로 이전
- 1975년 4월 30일: 범어동 사옥 준공식 (수성구 범어2동 1)
- 1977년 9월 23일: 팔공산 TV송신소 증축 준공, 제8196부대 위문 공연

### 1980년대
- 1980년 11월 25일: MBC 가맹사에서 계열사로 변화
- 1980년 12월 22일: 오후 5시 30분, 컬러 TV방송 개시
- 1983년 8월 8일: 대구문화방송 창사 20주년
- 1983년 10월 10일: 음악FM방송 개국 (95.3MHz)
- 1983년 11월 1일: 안동 학가산TV 중계소 신설 채널5번
- 1985년 9월 3일: 간이TV중계소 8개소 설치
- 1986년 7월 25일: 대구문화방송 음악FM 91.3MHz 라디오 송출되었던 안동문화방송 음악FM 개국 학가산 송신소 전파송출권으로 이관
- 1986년 12월 5일 : 江南 간이 TV중계소 개국
- 1987년 7월 1일 : 문경, 가은 간이 TV 중계소 개국
- 1987년 9월 26일 : 일월산 TV중계소 신설 채널 UHF 59번
- 1987년 10월 6일 : 청송 간이 TV 중계소 신설
- 1987년 11월 23일: 대구문화방송 TV송출되었던 안동,청송,의성,문경일부지역을 안동문화방송 TV개국 및 가시청권으로 이관
- 1987년 12월 30일: 표준FM방송 개국 (96.5MHz)
- 1988년 7월 1일 : 경북 북부 가시청권으로 일월산 중계소 대구문화방송 TV송출종료 안동문화방송 TV송출 변경

### 1990년대
- 1990년 8월 8일: 대구문화방송 창사 27주년
- 1992년 5월 1일: 대구문화방송 구미지사 설립
- 1992년 11월 5일: 구미 간이 TV중계소 개국
- 1993년 8월 6일: 대구문화방송 창사 30주년
- 1993년 8월 27일: 구미 간이 TV중계기 설치 (UHF 500W)
- 1994년 7월 12일: 대구문화방송 30년사 발간
- 1994년 10월 15일: 중국 산둥성 칭다오시 칭다오TV방송국(靑岛电视台)과 우호제휴 협정체결
- 1994년 11월 21일: 일본 RCC주코쿠방송(中国放送), 일본 히로시마 FM과의 우호협력 협정체결
- 1995년 5월 13일: News Van 무선국 준공검사 완료
- 1996년 11월 20일: 범어2동 신 사옥 건설공사 기공식
- 1997년 12월 10일: AM 라디오 송신소를 달서구 월암동에서 경상북도 고령군 다산면 곽촌리로 이전
- 1998년 7월 18일: 대구문화방송 창사 35주년
- 1998년 8월 7일: TV출력 증강(5kW → 10kW)
- 1999년 11월 27일: 대구문화방송 범어2동 신 사옥 준공식 (지하 2층, 지상 16층, 연면적 만 9백여평)

### 2000년대
- 2000년 5월 31일: 신·구사옥 양립
- 2000년 6월 16일: 표준FM방송 스테레오로 전환
- 2001년 2월 10일: 시청자의 날 시행
- 2003년 8월 8일: 대구문화방송 창사 40주년
- 2004년 7월 30일: 지상파 디지털TV 방송 개국
- 2006년 8월 1일: 중국 지난방송(济南电视台)과 자매결연
- 2006년 8월 8일: 대구문화방송 창사 43주년
- 2006년 10월 12일: 대구MBC 미디어센터 개소식
- 2007년 6월 19일: 중국 여순방송(旅顺广播电视台) 자매결연
- 2007년 8월 30일: 지상파DMB 시험방송
- 2008년 1월 31일: 지상파DMB 본방송
- 2008년 8월 8일: 대구문화방송 창사 45주년

### 2010년대
- 2010년 10월: 구미 금오산 DTV중계소 개국
- 2010년 12월: 구지DTV중계소 개국
- 2012년 1월 31일: 제작부조 HD공사 완료
- 2012년 6월: 김천 DTV중계소 개국
- 2012년 6월: 김천 표준FM 간이 중계소 개국 (98.7MHz)
- 2012년 11월 6일: 지상파 TV 아날로그 방송 종료
- 2013년 2월 20일: TV주조 HD공사 완료
- 2013년 7월 17일: 대구·경북 지역 디지털 주파수 재배치 완료
- 2013년 8월 8일: 대구문화방송 창사 50주년
- 2014년 8월 8일: 대구문화방송 창사 51주년
- 2015년 6월 4일: 대구MBC HD TV중계차 시대 개막
- 2015년 8월 8일: 대구문화방송 창사 52주년
- 2016년 1월 4일: 아카이브 시스템 정상 운용
- 2016년 8월 8일: 대구문화방송 창사 53주년
- 2016년 12월 19일: 와룡산 중계소 준공
- 2017년 1월 12일: 와룡산 표준FM 중계소 개소 (100.3MHz)
- 2017년 8월 8일: 대구문화방송 창사 54주년
- 2017년 12월 29일: 대구MBC UHD 방송 개국. 서울 본사의 UHD 방송이다.
- 2018년 5월 3일: 와룡산 DTV방송보조국 개국
- 2018년 6월 1일: DTV방송보조국 이전, 점촌 DTV방송보조국 자산 이관 협약체결로 안동문화방송으로 시설 이전
- 2018년 8월 7일: 앞산 DTV방송보조국 폐국
- 2018년 8월 8일: 대구문화방송 창사 55주년
- 2019년 8월 8일: 대구문화방송 창사 56주년

### 2020년대
- 2020년 2월 1일: 대구MBC 라디오 다산 AM송신소 운용 일시 휴지
- 2021년 8월 23일: 오전 5시부터 욱수동 임시 사옥에서 라디오 방송 시작.
- 2021년 9월 3일: 보도국, 편성국 등의 이전 완료.
- 2021년 9월 6일: 오전 5시부터 욱수동 임시 사옥에서 TV방송 시작.
- 2021년 11월 19일: 중파 810kHz AM방송 송출 종료.
- 2023년 7월 1일: 대구문화방송 경상북도 군위군 → 대구광역시 군위군 통합
- 2023년 8월 8일: 대구문화방송 창사 60주년

## TV방송
1970년 7월 18일 호출부호 HLAY, 채널 10, 영상출력 2kW, 음향출력 500W로 대구, 경북 지역 최초의 민영TV방송사 영남텔리비젼방송(주)로 TV방송을 개국하였다. MBC-TV로부터 키국 전송을 받아, 1971년 대구문화방송으로 명칭을 변경하였으며, 1980년 12월 22일에는 컬러TV 방송을 실시하였으며, 2004년 7월 30일에는 디지털TV 방송을 개국하는 등 점차 향상된 방송서비스를 제공해 나가고 있다. 대구, 경북 일부 지역을 가시청 권역으로 방송 중이다.

### 프로그램
보도
| 프로그램명                    | 방송시간              | 편성시간                                                               | 진행                        |
| ----------------------------- | --------------------- | ---------------------------------------------------------------------- | --------------------------- |
| MBC 뉴스투데이 대구·경북      | 매일 30분             | 07:20 ~ 07:50                                                          | 이동훈, 김혜숙              |
| 930 MBC 뉴스 대구 경북        | 매일 10분             | 09:35 ~ 09:45                                                          | 이유진                      |
| MBC 5시 뉴스와 경제 대구 경북 | 매일 10분             | 17:10 ~ 17:20                                                          | 서상국                      |
| MBC 뉴스데스크 대구·경북      | 월~금 20분 토~일 15분 | 20:25 ~ 20:45(금 20:00 ~ 20:20) * 주말편성조정 : 토~일 (20:20 ~ 20:35) | 평일 : 오서윤 주말 : 무작위 |

시사·교양·예능
- 생방송 시시각각 매주 수 6:05~7:05PM
- TV메디컬 '약손' 매주 화 7:50~8:50AM
- 대구MBC 시사톡톡 매주 일 8:05~9:05AM
- 전국시대 매주 목 11:10~12:05PM
- 테마기행 길 매주 금 6:05~7:05PM (울산MBC 제작)
- 살맛나는 세상 매주 월 7:50~8:50AM
- 동물메디컬 봉구네 집

### 방송 송출 시설망
- 호출부호 : HLCT-DTV
- 가상채널 : 11-1

| 송신소        | UHD      | UHD   | HD                                     | HD        | 송신소 위치                       | KBS 수신 안내 |
| 송신소        | 물리채널 | 출력  | 물리채널                               | 출력      | 송신소 위치                       | KBS 수신 안내 |
| ------------- | -------- | ----- | -------------------------------------- | --------- | --------------------------------- | ------------- |
| 팔공산 송신소 | CH 55    | 5㎾   | CH 17                                  | 2.5㎾     | 경북 영천시 신녕면 치산리 산141-5 | 안동 송신     |
| 와룡산 중계소 |          |       | CH 24                                  | 90W       | 대구 달성군 다사읍 방천리 산93-4  | 포항 송신     |
| 화양 중계소   | CH 41    | 20W   | 경북 청도군 화양읍 소라리 산11-2       | 창원 송신 |                                   |               |
| 동곡 소출력   | CH 17    | 0.05W | 경북 청도군 금천면 동곡리              | 포항 송신 |                                   |               |
| 파동 중계소   | CH 21    | 10W   | 대구 수성구 파동 산9-1 법이산          | 안동 송신 |                                   |               |
| 앞산 중계소   | CH 48    | 20W   | 대구 남구 대명9동 산227-1              | 포항 송신 |                                   |               |
| 서재 소출력   | CH 17    | 0.05W | 대구 달성군 다사읍 서재리              | 안동 송신 |                                   |               |
| 논공 소출력   | CH 25    | 0.05W | 대구 달성군 논공읍 북리 803            | 포항 송신 |                                   |               |
| 구지 중계소   | CH 25    | 20W   | 대구 달성군 구지면 화산리 산10 대니산  | 안동 송신 |                                   |               |
| 동명 소출력   | CH 25    | 0.05W | 경북 칠곡군 동명면 기성리              | 부산 송신 |                                   |               |
| 수륜 중계소   | CH 20    | 20W   | 경북 성주군 수륜면 성리 산10           | 안동 송신 |                                   |               |
| 구미 중계소   | CH 45    | 90W   | 경북 구미시 남통동 산94 금오산         | 충북 송신 |                                   |               |
| 김천 중계소   | CH 26    | 20W   | 경북 김천시 신음동 산101-8 달봉산      | 충북 송신 |                                   |               |
| 고령 중계소   | CH 31    | 20W   | 경북 고령군 개진면 구곡리 산 76 수만산 | 경남 송신 |                                   |               |

아날로그TV
- 호출부호 : HLCT-TV

| 송신소        | 채널  | 출력 | 송신소 위치                           |
| ------------- | ----- | ---- | ------------------------------------- |
| 팔공산 송신소 | CH 10 | 10㎾ | 경북 영천시 신녕면 치산리 산141-5     |
| 화양 중계소   | CH 55 | 100W | 경북 청도군 화양읍 소라리 산11-2      |
| 파동 중계소   | CH 30 | 50W  | 대구 수성구 파동 산9-1 법이산         |
| 앞산 중계소   | CH 53 | 100W | 대구 남구 대명9동 산227-1             |
| 구지 중계소   | CH 33 | 100W | 대구 달성군 구지면 화산리 산10 대니산 |
| 수륜 중계소   | CH 55 | 100W | 경북 성주군 수륜면 성리 산10          |
| 구미 중계소   | CH 42 | 500W | 경북 구미시 남통동 산94 금오산        |
| 모암 중계소   | CH 31 | 100W | 경북 김천시 모암동 133 모암공원       |

## 라디오방송
1963년 8월 8일 AM 라디오가 개국한 것을 시작으로 1983년 10월 10일에 음악FM, 1987년 12월 30일에는 AM라디오 표준FM이 개국했다. 
라디오는 FM라디오 2채널을 운영 중이며, 대구, 경북 일부 지역을 가청권역으로 방송 중이다.
FM 키 스테이션은 경상북도 영천시 신녕면 치산리의 팔공산에 있다. 2021년 11월에 폐지된 AM 송신소는 경상북도 고령군 다산면 곽촌리에 있었다.
2000년 6월 16일부터 표준FM의 스테레오 방송을 시작했다.
2012년 6월 경상북도 김천시에서 표준FM 중계소를 개국하였고, 2017년 1월 대구 달서구, 달성군에서 표준FM 중계소를 개국했다.
2020년 2월 1일부터 곽촌리 다산송신소의 AM 송출을 일시 중단했고, 2021년 11월 19일에 AM방송을 전면 폐지하여 대구MBC 라디오는 1963년에 개국한 이래 58년 만에 표준FM으로 완전히 전환됐다. 이후에는 기독교대구방송의 조야동 AM 송신소도 같은 수순을 밟았다.

### 프로그램

#### 대구MBC 라디오
| 프로그램명              | 요일  | 시간  | 진행자                                                       |
| ----------------------- | ----- | ----- | ------------------------------------------------------------ |
| 달구벌 만평             | 월~금 | 5분   | 홍문종                                                       |
| MBC 9시 뉴스            | 월~금 | 5분   | 서상국, 이동훈, 김혜숙, 이유진, 오서윤, 윤윤선 (무작위)      |
| MBC 정오종합뉴스        | 월~금 | 5분   | 서상국, 이동훈, 김혜숙, 이유진, 오서윤, 윤윤선               |
| 여론현장                | 월~금 | 25분  | 김혜숙                                                       |
| 대구MBC 즐거운 오후 2시 | 월~금 | 115분 | 류강국, 조영주                                               |
| MBC 15시 뉴스           | 월~금 | 5분   | 서상국, 이동훈, 김혜숙, 이유진, 오서윤, 윤윤선               |
| MBC 18시 뉴스           | 매일  | 5분   | 서상국, 이동훈, 김혜숙, 이유진, 오서윤, 윤윤선               |
| MBC 21시 뉴스           | 매일  | 5분   | 서상국, 이동훈, 김혜숙, 이유진, 오서윤, 윤윤선 (주말 무작위) |
| 대구MBC 프로야구        |       |       | 서상국, 이동훈, 홍승규                                       |

#### 대구MBC FM4U
| 프로그램명                 | 요일 | 시간  | 진행자 |
| -------------------------- | ---- | ----- | ------ |
| 김묘선의 FM모닝쇼          | 매일 | 120분 | 김묘선 |
| 정오의 희망곡 이유진입니다 | 매일 | 120분 | 이유진 |
| FM 음악여행                | 매일 | 120분 | 권오성 |

### 방송 송출 시설망
| 대구MBC 라디오 | 대구MBC 라디오 | 대구MBC 라디오 | 대구MBC 라디오 | 대구MBC 라디오                     | 대구MBC 라디오 |
| 송신소         | 주파수         | 출력           | 호출부호       | 송신소 위치                        | 비고           |
| -------------- | -------------- | -------------- | -------------- | ---------------------------------- | -------------- |
| 팔공산 송신소  | FM 96.5㎒      | 5㎾            | HLCT-SFM       | 경북 영천시 신녕면 치산리 산 141-5 |                |
| 와룡산 중계소  | FM 100.3㎒     | 100W           | HLCT-SFM       | 대구 달성군 다사읍 방천리 산93-4   |                |
| 김천 중계소    | FM 98.7㎒      | 100W           | HLCT-SFM       | 경북 김천시 신음동 산101-8 달봉산  |                |
| 대구MBC FM4U   |                |                |                |                                    |                |
| 송신소         | 주파수         | 출력           | 호출부호       | 송신소 위치                        | 비고           |
| 팔공산 송신소  | FM 95.3㎒      | 5㎾            | HLCT-FM        | 경북 영천시 신녕면 치산리 산141-5  |                |
| 김천 중계소    | FM 95.7㎒      | 100W           | HLCT-FM        | 경북 김천시 신음동 산101-8 달봉산  |                |

## 지상파DMB방송
대구문화방송, 안동문화방송, 포항문화방송과 공동으로 투자하여 대구경북 전역을 방송권역으로 하는 지상파DMB 사업자로서 방송 중이다. 주관사는 안동문화방송이며, 대구 외 안동/포항문화방송 프로그램도 전송된다.

## 직원 현황 (2025년 기준)
- 아나운서 - 서상국, 이동훈, 김혜숙, 이유진, 오서윤, 윤윤선
- 진행자, 리포터, DJ - 공태영, 권오성[1], 김규종, 김묘선, 김보현, 김상은, 김샘, 김소영, 김은지, 김혁, 나유선, 류강국, 문채영, 박제은, 박지민, 신지희, 심영은, 여희명, 윤가영, 윤은주, 이대희[2], 이상민, 이지아, 조영주, 차명준, 최선아, 핑크찰리, 홍문종, 홍아영, 홍영남
- 보도국장 - 이상원
- 편집제작부 - 윤영균, 석원, 김은혜, 양관희
- 뉴스취재부 - 한태연, 김철우, 도건협, 서성원, 심병철, 윤태호, 이태우, 조재한, 권윤수, 박재형, 손은민, 변예주
- 영상취재부 - 윤종희, 마승락, 김종준, 김경완, 장우현, 장성태, 한보욱, 이동삼, 이승준
- 기상캐스터 - 유하경
- 수어통역사 - 김원숙, 유선희, 이경수, 황민정, 황혜림

## 대구MBC 연중기획
- 우리 것을 찾자 (1970년)
- 합리적인 생각, 알뜰한 생활인 (1986년)
- 신뢰하는 마음, 함께 하는 사회 (1990년)
- 경제를 살립시다 (1992년)
- 미래를 열어가는 성숙한 방송 (1993년)
- 대구문화방송은 지역발전과 국가이익을 먼저 생각합니다 (1994년~1996년)
- 대구문화방송은 지역의 내일을 먼저 생각합니다 (1997년~1999년 10월)
- 희망과 도전의 새천년, 대구MBC와 함께 합시다 (1999년 11월~2000년)
- 우리 생각하며 삽시다 (2001년)
- 질서는 내가 먼저 기본에 충실합시다 (2002년)
- 참여와 봉사로 아름다운 세상을 (2003년)
- 함께하는 봉사로 희망의 세상을 (2004년)
- 다시 뛰자 대구경북 (2005년)
- 농업은 생명이다 (2006년)
- 하나되는 힘, 도약하는 대구·경북 (2007년)
- 대구·경북, 이제 희망을 이야기합시다 (2008년)
- 지역사랑, 우리의 미래입니다 (2009년)
- 힘내라 대구경북 (2010년)
- 세계로 뛰는 대구·경북,MBC가 함께 합니다 (2011년)
- 나눔과 배려, 대구MBC가 함께 합니다 (2012년)
- 지역민과 함께 한 50년,더 가까이 다가가겠습니다! (2013년)
- 지역민의 희망에너지 (2014년)
- 대구경북 희망 전파 (2015년 ~ 2018년)
- 세상을 담는 빛과 소리 (2019년 ~ 2021년)
- 청년의 내일에 희망을 더하다 (2022년)
- 미래 100년을 향한 신뢰의 채널 (2023년)
- 미래를 향한 정직한 소리 (2024년)
- 함께 보는 미래 희망을 전하는 방송 (2025년)

## 라디오 주파수 멘트

### 대구MBC 라디오
- 1963년 8월 8일 ~ 1987년 12월 29일: MBC 여러분의 대구문화방송입니다. HLCT
- 1987년 12월 30일 ~ 1999년 12월 31일: 중파 810kHz, 표준FM 96.5MHz 여러분의 대구문화방송입니다.
- 2000년 1월 1일 ~ 2000년 12월 31일:  희망과 도전의 새천년, 대구MBC와 함께 합시다 AM 810kHz, 표준FM 96.5MHz 대구문화방송입니다. HLCT
- 2001년 1월 1일 ~ 2001년 12월 31일: 우리 생각하며 삽시다 AM 810kHz, 표준FM 96.5MHz 대구문화방송입니다. HLCT
- 2002년 1월 1일 ~ 2002년 12월 31일: 질서는 내가 먼저 기본에 충실합시다 AM 810kHz, 표준FM 96.5MHz 대구문화방송입니다. HLCT
- 2003년 1월 1일 ~ 2003년 12월 31일: 참여와 봉사로 아름다운 세상을 AM 810kHz, 표준FM 96.5MHz 대구문화방송입니다. HLCT
- 2004년 1월 1일 ~ 2004년 12월 31일: 함께하는 봉사로 희망의 세상을 AM 810kHz, 표준FM 96.5MHz 대구문화방송입니다. HLCT
- 2005년 1월 1일 ~ 2005년 12월 31일: 다시 뛰자 대구·경북 AM 810kHz, 표준FM 96.5MHz 대구문화방송입니다. HLCT
- 2006년 1월 1일 ~ 2006년 12월 31일: 농업은 생명이다 AM 810kHz, 표준FM 96.5MHz 대구문화방송입니다. HLCT
- 2007년 1월 1일 ~ 2007년 12월 31일: 하나되는 힘 도약하는 대구·경북 AM 810kHz, 표준FM 96.5MHz 대구문화방송입니다. HLCT
- 2008년 1월 1일 ~ 2008년 12월 31일: 대구·경북, 이제 희망을 이야기합시다 AM 810kHz, 표준FM 96.5MHz 대구문화방송입니다. HLCT
- 2009년 1월 1일 ~ 2009년 12월 31일: 지역사랑, 우리의 미래입니다 AM 810kHz, 표준FM 96.5MHz 대구문화방송입니다. HLCT
- 2010년 1월 1일 ~ 2010년 12월 31일: 힘내라 대구경북 AM 810kHz, 표준FM 96.5MHz 대구문화방송입니다. HLCT
- 2011년 1월 1일 ~ 2011년 12월 31일: 세계로 뛰는 대구·경북, MBC가 함께합니다 AM 810kHz, 표준FM 96.5MHz 대구문화방송입니다. HLCT
- 2012년 1월 1일 ~ 2012년 12월 31일: 나눔과 배려, 대구MBC가 함께합니다 AM 810kHz, 표준FM 96.5MHz 대구문화방송입니다. HLCT
- 2013년 1월 1일 ~ 2013년 12월 31일: 지역민과 함께 한 50년, 더 가까이 다가가겠습니다! AM 810kHz, 표준FM 96.5MHz 대구문화방송입니다. HLCT
- 2014년 1월 1일 ~ 2021년 11월 19일: AM 810kHz, 표준FM 96.5MHz 대구문화방송입니다. HLCT
- 2021년 11월 20일 ~ 현재: FM 96.5MHz 대구문화방송입니다. HLCT-SFM

### 대구MBC FM4U
- 1983년 10월 10일 ~ 2001년 12월 31일: 아름다운 음악의 샘, 95.3MHz 여러분의 대구문화방송입니다. HLCT-FM
- 2002년 1월 1일 ~ 현재: 95.3MHz 여러분의 대구문화방송입니다. HLCT-FM
- 2015년 10월 10일 ~ 현재: FM 95.3MHz MBC FM4U입니다. HLCT-FM

## 찾아오시는 길

### 교통
- 도시철도 : 대구 도시철도 2호선 담티역
- 기차역 : 경산역

#### 버스
- 삼천리버스 : 349
- 세진교통 : 403, 939
- 경북교통, 우주교통 : 937
- 대명교통, 한일운수 : 609
- 동명교통, 세진교통 : 724
- 우창여객 : 대구 버스 수성2, 849

## 인근의 타 방송사
- KBS대구방송총국
- TBC
- febc 대구극동방송
- cpbc 대구가톨릭평화방송
- BBS 대구불교방송
- WBS 대구원음방송
- TBN 대구교통방송
- 대구CBS
- 성서공동체FM
- 대구국악방송

## 같이 보기
- 쌍용그룹[3]